# Nemoria viridicaria
Nemoria viridicaria là một loài bướm đêm trong họ Geometridae.